# Monument Nacional de les Capes Fossilíferes d'Agate
El Monument Nacional de les Capes Fossilíferes d'Agate (en anglès, Agate Fossil Beds National Monument) es troba als Estats Units, al nord-oest de Nebraska, a Harrison, enfront del riu Niobrara. La zona alberga jaciments naturals d'un grup d'animals extints, que apareixen com un banc sedimentari d'una antiguitat de 20 milions d'anys, que allotja les restes de mamífers prehistòrics.
El monument nacional fou establert el 5 de juny del 1965 pel Congrés dels Estats Units i protegeix una superfície de 12,36 km². És administrat pel Servei de Parcs Nacionals.

## Història
Fou descobert al 1878, i el seu prové de la proximitat que té amb unes formacions rocoses que contenen àgates. És monument nacional des de 1965, i ocupa una zona de 918 hectàrees.
És un lloc molt conegut a causa de la quantitat de fòssils extrets que daten del Miocè, que tenen una alta qualitat de preservació. La majoria es trobaren al turó de Carnegie i de la Universitat. Entre aquests fòssils, hi ha Miohippus.

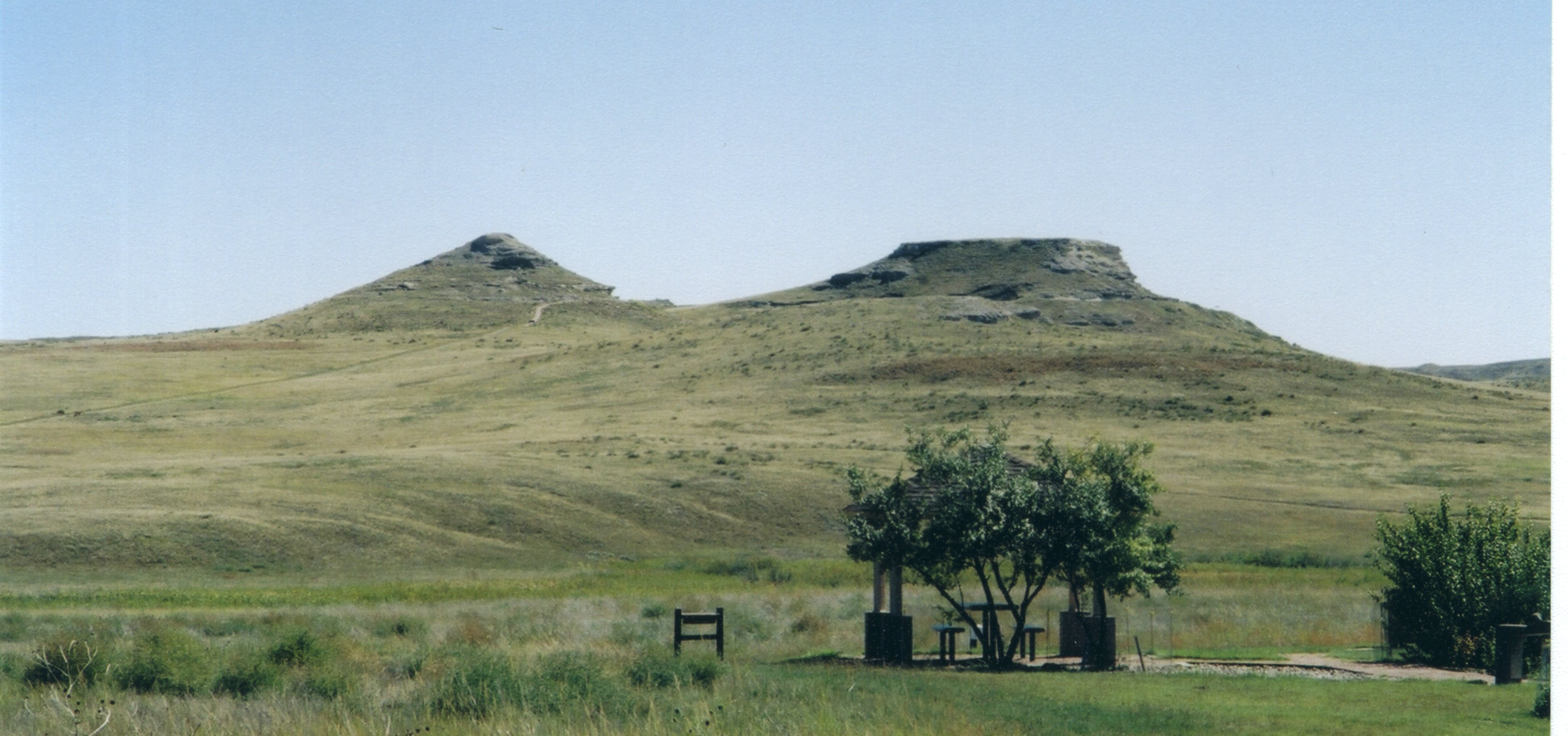
Monument Nacional de les Capes Fossilíferes d'Agate. Turó de la Universitat (esquerra) i el de Carnegie (dreta)
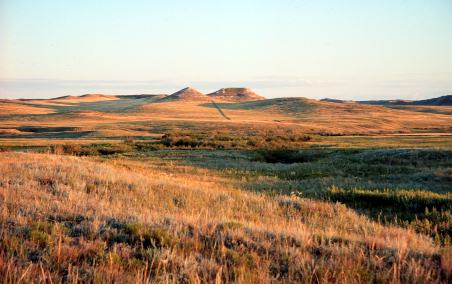
Una altra vista del monument
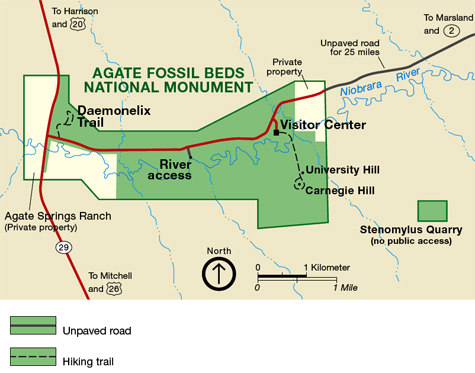
Mapa del monument